# Quando ci sarai
Quando ci sarai è il 19º album in studio dei Nomadi, pubblicato nel 1996.

## Tracce
1. Mamma musica – 4:45 (Giuseppe Carletti, Odoardo Veroli, Daniele Taurian)
2. Quando ci sarai – 4:25 (Giuseppe Carletti, Odoardo Veroli, Moreno Dapit)
3. L'eredità – 5:10 (Giuseppe Carletti, Odoardo Veroli, Marco Petrucci)
4. Un'altra città – 3:57 (Giuseppe Carletti, Odoardo Veroli, Antonio Salis)
5. Il mattino dopo – 4:41 (Giuseppe Carletti, Odoardo Veroli)
6. Né gioia, né dolore – 4:47 (testo: Pietruccio Mancini – musica: Giuseppe Carletti, Odoardo Veroli, Pietruccio Mancini)
7. Johnny – 4:18 (Giuseppe Carletti, Odoardo Veroli, Marco Petrucci)
8. Nei miei sogni – 4:53 (Giuseppe Carletti, Odoardo Veroli, Giuseppe Vecchiato)
9. Canzone per i desaparecidos – 5:09 (Giuseppe Carletti, Odoardo Veroli)
10. La coerenza – 4:12 (Giuseppe Carletti, Odoardo Veroli, Goran Kuzminac, Carlo Alberto Contini)

## Formazione
Hanno suonato e cantato:
- Danilo Sacco: voce, chitarra
- Beppe Carletti: tastiere
- Cico Falzone: chitarre
- Elisa Minari: basso
- Daniele Campani: batteria
- Francesco Gualerzi: voce, strumenti a fiato

Per gli interventi cubani in Mamma Musica - Né gioia, né dolore - Canzone per i desaparecidos:
- Armando Garcia: Violino
- Lesster Mejias: Viola
- Romany Cana: Violoncello
- Serafin Rubens: Contrabbasso
- Herbert Perez: Violino solista
- Adel Gonzales: Congas
- Luis Guillermo Palacio: percussioni
- Juan Antonio Gomez: chitarra classica